# Charlie McCoy (Radsportler)

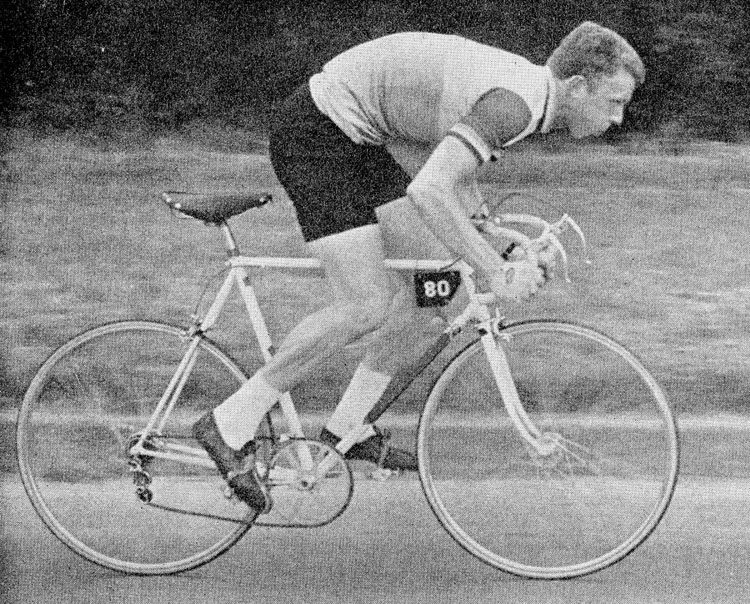
Charlie McCoy

Charlie McCoy (* 14. Dezember 1937 in Liverpool) ist ein ehemaliger britischer Radrennfahrer und nationaler Meister im Radsport.

## Sportliche Laufbahn
McCoy (auch Charly McCoy) war Bahnradsportler und Teilnehmer der Olympischen Sommerspiele 1960 in Rom. Er startete in der Mannschaftsverfolgung. Der britische Vierer mit Barry Hoban, Mike Gambrill, Charlie McCoy und Joseph McClean schied in der Vorrunde aus.
Bei den Commonwealth Games 1962 startete er für England im Bahnradsport. Er wurde beim Sieg von Maxwell Langshaw Vierter in der Einerverfolgung. Seine Stärke war das Einzelzeitfahren. Er gewann einige nationale Wettbewerbe über verschiedenen Distanzen und stellte auch britische Rekorde auf. 1962 gewann er die nationale Meisterschaft im Einzelzeitfahren vor David Allan.